# Pterostichus caudicalis
Pterostichus caudicalis är en skalbaggsart som beskrevs av Thomas Say 1823. Pterostichus caudicalis ingår i släktet Pterostichus och familjen jordlöpare. Inga underarter finns listade i Catalogue of Life.